# 2020 en France
2018 en Europe - 2019 en Europe - 2020 en Europe - 2021 en Europe - 2022 en Europe
Chronologie de la France
- 2016
- 2017
- 2018
- 2019
- 2020
- 2021
- 2022
- 2023
- 2024

Cet article recense les événements marquants de l'année 2020 en France présentés sous une forme chrono-thématique. L'événement majeur de l'année 2020 est, comme ailleurs dans le monde, la crise sanitaire majeure provoquée par la pandémie de Covid-19.

## Santé

### Pandémie de Covid-19
- 24 janvier : les 3 premiers cas de contamination par le nouveau coronavirus sur le sol français sont signalés[1].
- 31 janvier : environ 200 ressortissants français et étrangers sont rapatriés de Wuhan en Chine pour fuir le Covid-19 et sont placés 15 jours en isolement à Carry-le-Rouet dans les Bouches-du-Rhône[2].
- 15 février : Un touriste chinois de 80 ans, arrivé en France le 23 janvier, meurt de la pneumonie de Wuhan alors qu'il était en réanimation à l’hôpital Bichat à Paris. C'est le premier décès lié à l’épidémie survenu sur le territoire national[3].

- 25 février : Un enseignant au collège Jean-de-la-Fontaine de Crépy-en-Valois et conseiller municipal de Vaumoise, décède d'une embolie pulmonaire massive à l'hôpital de la Pitié-Salpêtrière à Paris. Cet homme de 60 ans, infecté par le nouveau coronavirus, devient le premier citoyen français à succomber au Covid-19 depuis le début de l'épidémie mondiale[4],[5],[6],[7].

- 8 mars : face à l'épidémie de maladie à coronavirus, le gouvernement interdit les rassemblements de plus 1 000 personnes dans tout le pays[8].
- 12 mars : le président Emmanuel Macron annonce de nouvelles règles strictes, dont la fermeture de tous les établissements scolaires dans le pays, à partir du lundi 16 mars pour une durée indéterminée, ainsi que le renforcement des professionnels de santé pour freiner le plus possible l'épidémie en France.
- 14 mars : le premier ministre annonce la fermeture de tous les « lieux recevant du public non indispensables à la vie du pays »[9].

- 17 mars : début du confinement de la population à 12 h.
- 22 mars : le Parlement adopte la loi instaurant un « état d'urgence sanitaire »[10].
- 25 mars : le gouvernement adopte vingt-cinq ordonnances dans le cadre de l'état d'urgence sanitaire ; l'opération Résilience est lancée.
- 27 mars : le gouvernement prolonge le confinement jusqu'au 15 avril[11].
- 7 avril : la barre des 10 000 morts provoquées en France par la pandémie de Covid-19 est dépassée (10 328 morts)[12].
- 13 avril : le confinement de la population est prolongé jusqu'au 11 mai.
- 11 mai : début du déconfinement progressif sauf à Mayotte ; l'état d'urgence sanitaire est prolongé jusqu'au 10 juillet.
- 2 juin : début de la phase 2 du déconfinement. Les bars et les restaurants peuvent rouvrir en métropole avec quelques restrictions en Ile-de-France où ils ne peuvent rouvrir uniquement en terrasse[13].

- 15 juin : accélération du déconfinement, tous les départements passent en vert sauf la Guyane et Mayotte[14].
- 3 juillet : le Premier ministre Édouard Philippe démissionne, il est remplacé par Jean Castex.
- 5 juillet : formation du gouvernement Jean Castex.
- 11 juillet : fin de l'état d'urgence sanitaire (sauf en Guyane et à Mayotte).
- 26 et 28 septembre : nouvelles mesures de restrictions sanitaires face à la pandémie de Covid-19, à Marseille, Aix-en-Provence et dans d'autres grandes villes.

- 10 octobre : Grenoble, Lille, Lyon et Saint-Étienne passent en « zone d’alerte maximale » au Covid-19, après Aix-Marseille et Paris[15].
- 13 octobre : Montpellier et Toulouse passent en zone d’alerte maximale.
- 14 octobre : Emmanuel Macron annonce de nouvelles mesures contraignantes, pour tenter d'endiguer la pandémie et éviter un reconfinement général aux conséquences économiques et sociales catastrophiques[évasif]. Un couvre-feu de 21h à 6h entre en vigueur le 17 octobre en Île-de-France et huit métropoles (Aix-Marseille, Grenoble, Lille, Lyon, Montpellier, Rouen, Saint-Étienne et Toulouse)[16]. L'état d'urgence sanitaire est rétabli.
- 24 octobre : le couvre-feu est étendu à 54 départements en tout, ainsi qu'a la Polynésie française.
- 28 octobre : le président de la République annonce le début d'un confinement national à partir du 30 octobre, pour un mois.
- 28 novembre : une majorité de commerces sont autorisés à rouvrir[17].
- 29 novembre : le Conseil d'État ordonne au gouvernement de revoir la jauge des 30 personnes pour les offices religieux[18].
- 15 décembre : le confinement est remplacé par un nouveau couvre-feu de 20 h à 6 h sur le territoire métropolitain ;
- 17 décembre : l’Élysée annonce dans un communiqué que le président de la République, Emmanuel Macron, a été testé positif au COVID-19[19]. Le lendemain, le président lui-même s'exprime sur les réseaux sociaux, disant qu'il va bien, et qu'il a de faibles symptômes[20].

## Social

### Réforme des retraites
- Janvier : poursuite du mouvement social contre la réforme des retraites.
- 11 janvier : le gouvernement renonce provisoirement à l'âge-pivot dans sa réforme des retraites[21]. La CFDT est satisfaite alors que d'autres syndicats comme la  CGT et  FO continuent d'exiger un retrait pur et simple de la réforme.

- 18 janvier : l'UNSA annonce la suspension de la grève à la RATP après 45 jours de conflit[22].
- À partir du 20 janvier : le trafic revient progressivement à la normale sur les réseaux de la RATP et de la SNCF.

- 22 janvier : série de coupures volontaires d'électricité revendiquée par la CGT dans le cadre du mouvement social contre la réforme des retraites[23].

- 29 février : le gouvernement engage sa responsabilité sur la réforme des retraites conformément à l'article 49-3 de la constitution.

- 16 mars : la  réforme des retraites est suspendue en raison de la pandémie de covid-19.

## Politique

### Politique intérieure
- 11 février : la loi relative à la lutte contre le gaspillage et à l'économie circulaire, ou loi AGEC est publiée[24], elle est complétée par une ordonnance du 29 juillet 2020 relative à la prévention et à la gestion des déchets[25]. Voir sources sur le site du gouvernement[26],[27].
- 16 février : démission de la Ministre de la Santé Agnès Buzyn afin qu'elle aille remplacer Benjamin Griveaux comme candidate LREM à l'élection municipale de Paris, ce-dernier s'étant retiré de la campagne après la diffusion sur internet d'une vidéo à caractère sexuel lui étant attribuée deux jours plus tôt. Olivier Véran lui succède au ministère.
- 15 mars : premier tour des élections municipales.
- 19 mai : alors que le groupe La République en marche avait commencé la XVe législature en 2017 avec 310 sièges, ce qui lui donnait une large majorité absolue à lui seul, ses effectifs se sont érodés au cours de la législature, si bien que la création par des dissidents du groupe parlementaire groupe Écologie démocratie solidarité fait tomber le nombre de députés LREM à 288 et leur fait perdre la majorité absolue (289 sièges) à cette date[28] ; cependant les partis alliés du gouvernement gardent la majorité avec le soutien des groupes parlementaires du MoDem et Agir[28].

- 26 mai : création du groupe Agir ensemble à l'Assemblée nationale, avec des anciens membres des groupes LREM (qui tombe à 281 sièges) et UDI, Agir et indépendants. Cela ne modifie pas le rapport de force au Parlement puisque ce groupe est membre de la majorité ; c'est la première fois de l'Histoire de la Cinquième République qu'il y a dix groupes parlementaires coexistants[29].
- 27 mai : le gouvernement algérien rappelle son ambassadeur en France, après la diffusion de deux documentaires sur le Hirak sur les chaînes publiques France 5 et La Chaîne parlementaire[30].

- 28 juin : second tour des élections municipales, sauf en Guyane, marqué par une forte progression des écologistes dans les grandes villes.
- 26 juillet : nomination des secrétaires d’État du gouvernement Jean Castex.
- 10 septembre : l'ancien ministre de l'Intérieur Christophe Castaner est élu président du groupe LREM, premier groupe parlementaire à l'Assemblée nationale[31].
- 20 et 27 septembre : élections législatives partielles dans six circonscriptions.

- 27 septembre : élections sénatoriales.

- 15 décembre : démission surprise de la nouvelle maire écologiste de Marseille Michèle Rubirola pour raison de santé, le socialiste Benoît Payan est élu par le conseil municipal le 21 décembre.

### Politique de santé
- 25 mai : début du Ségur de la santé à Paris.

### Défense
- 3 juin : une opération des forces françaises de l'opération Barkhane au nord l'Adrar des Ifoghas au Mali près de la frontière avec l'Algérie aboutit à l'élimination d'Abdelmalek Droukdel, chef d'Al-Qaïda au Maghreb islamique et principal meneur djihadiste au Mali depuis la fin de l'opération Serval, de son lieutenant Toufik Chahib, chargé de la propagande d'AQMI, de plusieurs autres djihadistes et à la capture de l'un d'eux vivant[32].

### Énergie
- 21 février : arrêt du réacteur no 1 de la centrale nucléaire de Fessenheim ;
- 29 juin : arrêt définitif de la centrale nucléaire de Fessenheim.

## Société

### Terrorisme
- 3 janvier : attaque au couteau à Villejuif (bilan : 1 mort et 2 blessés).

- 4 avril : une attaque au couteau fait deux morts à Romans-sur-Isère (Drôme)[33].

- 27 avril un homme, à la fois soutien extrémiste de la cause palestinienne et ayant fait allégeance à l'État islamique, percute volontairement avec sa voiture deux policiers motards à Colombes (Hauts-de-Seine), les blessant grièvement, avant d'être interpellé par d'autres policiers municipaux qui se trouvaient sur les mêmes lieux[34] ;

- 16 mai : Félicien Kabuga, un des hommes les plus recherchés au monde car très fortement soupçonné d'avoir été le financier du Génocide des Tutsi au Rwanda en équipant les milices qui l'ont commis en 1994, est arrêté à Asnières-sur-Seine (Hauts-de-Seine)[35].

- 25 septembre : une  attaque à l'arme blanche à Paris fait deux blessés. Cinq ans après l'attentat de "Charlie Hebdo", l’attaque qualifiée de terroriste a eu lieu devant les anciens locaux du journal.
- 8 octobre : libération de Sophie Pétronin après quatre ans de captivité, dernière otage française dans le monde.
- 16 octobre : Samuel Paty, professeur d'histoire-géographie, de morale et de civisme au collège est décapité dans l'attentat de Conflans-Sainte-Honorine (Yvelines).
- 29 octobre : l'attaque au couteau de la basilique Notre-Dame de Nice provoque la mort de 3 personnes.

### Affaire Mila
- 18 janvier : début de l'affaire Mila sur le droit au blasphème, après qu'une jeune lesbienne de 16 ans a tenu des propos injurieux vis-à-vis de l'islam dans sa story Instagram[36].

### Violences urbaines
- 12-17 juin : à Dijon, l'agression d'un jeune Tchétchène, qu'ils imputent à des dealers maghrébins du quartier des Grésilles[37], amène plusieurs dizaines de Tchétchènes venus de tout l'Hexagone (estimation jusqu'autour de 150[38]) à mener une expédition punitive contre l'ensemble du quartier et des Maghrébins qui y habitent[39], provoquant 3 nuits de violences urbaines parfois avec des armes de guerre[40], puis une dernière nuit de violence dans le quartier du Mail à Chenôve[41] (agglomération dijonnaise), laissant 20 blessés dont un par balles[42],[43], avant que l'imam de Quetigny (aussi agglomération dijonnaise) Mohamed Ateb réunisse des représentants des communautés et les persuade de mettre en place un « armistice » entre leurs communautés[37] ; l’État français et la police sont critiqués par les habitants des Grésilles qui leur reprochent d'avoir tardé 3 jours à agir[44].
- 10 octobre : un commissariat de police est attaqué à Champigny-sur-Marne, aux mortiers d’artifice.

### Justice
- 31 janvier : Airbus Commercial Aircraft accepte par accord de verser 3,6 milliards d'euros (l'équivalent de ses bénéfices gagnés en 2018) pour mettre fin aux poursuites judiciaires provoquées par un scandale de corruption d'agents dans 16 pays différents via des commissions occultes, dont 2 milliards d'euros à la justice française plus 8 millions d'euros pour défrayer la surveillance juridique du constructeur sur les trois années à venir, ce qui représente le plus gros accord conclu par le Parquet national financier depuis sa fondation[45].

- 4 juin : la France est condamnée par la Cour européenne des droits de l’homme à la suite de nombreuses plaintes portées par des associations au sujet de l’affaire Marina Sabatier, accusée de ne pas avoir su protéger l’enfant.

### Grands travaux
- 14 décembre : prolongement de la Ligne 14 du métro de Paris de Saint-Lazare à Mairie de Saint-Ouen.

### Faits divers
- 18 juillet : un incendie criminel dans la cathédrale Saint-Pierre-et-Saint-Paul de Nantes détruit notamment l'orgue du 17e siècle et des vitraux du 15e siècle.
- 19 juillet : mort d'Axelle Dorier dans le 5e arrondissement de Lyon.

### Transidentité
- 23 mai : le conseil municipal de Tilloy-lez-Marchiennes (Nord) élit à l'unanimité moins une voix Marie Cau (liste locale Décider ensemble) comme maire, devenant ainsi la première maire transgenre de France[46].

## Sciences et techniques

### Mèdecine
- 19 février : publication d'un article du professeur Michaël Grynberg dans la revue Annals of Oncology, qui révèle la naissance, en juillet 2019 à l'Hôpital Antoine-Béclère à Clamart, d'un enfant d'une femme de 34 ans qui ne parvenait pas à être enceinte à cause d'un traitement contre le cancer du sein, ce qui a été permis grâce à une technique de prélèvement puis de vitrification d'ovocytes immatures avant le début du traitement, suivi par une maturation in-vitro et une insémination in-vitro, puis une implantation de l'ovule après la fin du traitement contre le cancer, ce qui constitue une première mondiale à la fois dans les domaines de la médecine de la reproduction et de l'oncologie (la technique actuelle se faisant surtout sur des ovocytes matures et non-vitrifiés)[47].

### Archéologie
- 10 juin : publication de la description et de la datation par le CNRS et l'Université de Bordeaux d'une sculpture en os brûlé représentant un oiseau, retrouvée sur le site de Lingjing (province du Henan en Chine), désormais datée d'entre 13 000 et 13 800 ans, ce qui fait reculer de 8500 ans l'origine de la sculpture et des représentations d’animaux en Asie de l’Est et en fait la plus ancienne œuvre d'art chinoise connue[48].

### Nature
- 27 avril la cinquième naissance en captivité d'un Langur de François en un siècle est annoncée, dans le jardin zoologique du Muséum de Besançon.

## Arts et culture
- En 2020, la Métropole européenne de Lille est Capitale mondiale du design[49] et la ville d'Amiens est Capitale européenne de la jeunesse.
- 2 janvier : Scandale #Metoo dans le monde littéraire avec la sortie du livre Le Consentement de Vanessa Springora qui dénonce la pédophilie de l'écrivain Gabriel Matzneff[50]. Ce dernier perd ses soutiens[51], ses livres sont retirés de la vente[52] et une enquête est lancée, s'appuyant sur ses livres (récupérés par la police lors d'une perquisition chez son éditeur)[53] où il décrit les sévices infligés à ses nombreuses victimes.
- 13 février : à cause de plusieurs polémiques autour des nombreuses nominations de Roman Polanski aux Césars 2020, et de l'opacité de la gestion de l'Académie des arts et techniques du cinéma, démission collective de la direction de cette académie à 15 jours de la cérémonie des Césars 2020[54].
- 14 février : Victoires de la musique à la Seine musicale.

- 21 février : Victoires de la musique classique à l'Arsenal de Metz[55].

- 28 février : 45e cérémonie des César à Paris, Les Misérables de Ladj Ly remporte le César du meilleur film, Roman Polanski reçoit le César du meilleur réalisateur ce qui déclenche une vive polémique. Adèle Haenel quitte la cérémonie à l’annonce de cette nouvelle.

- 23 juin : 32e nuit des Molières (sans public) à Paris.
- 19 décembre : 91e élection de Miss France.

## Sports
- 29 août au 20 septembre : Tour de France 2020, dont le calendrier est bouleversé par la pandémie, est remporté par le slovène Tadej Pogačar.
- 6 septembre : première victoire du pilote de F1 français Pierre Gasly lors du Grand Prix automobile d'Italie
- 8 novembre : départ du Vendée Globe 2020-2021 des Sables d'Olonne.

## Distinctions
- 1er janvier : Jean-François Cirelli qui dirige la société BlackRock est élevé au rang d'officier de la Légion d'honneur. Il est accusé par les opposants à la réforme des retraites de promouvoir la retraite par capitalisation[56].

- 7 octobre : le prix Nobel de chimie est attribué à la microbiologiste, généticienne et biochimiste française Emmanuelle Charpentier et à la biochimiste américaine Jennifer A. Doudna pour le développement d'une méthode d'édition génomique.

- 11 novembre : entrée de Maurice Genevoix au Panthéon.

## Nécrologie
- 24 mars : Odile Schmitt, 63 ans, actrice française spécialisée dans le doublage.
- 28 mars : Patrick Devedjian, homme politique français.
- 16 avril : Christophe, 74 ans, chanteur français
- 2 mai : Idir, 74 ans, chanteur kabyle.
- 16 juin : Patrick Poivey, 72 ans, acteur français spécialisé dans le doublage vocal, voix de Bruce Willis.
- 30 juillet : Djemel Barek, 56 ans, acteur et scénariste franco-algérien.
- 4 septembre : Annie Cordy, 92 ans, chanteuse et actrice belge.
- 11 septembre : Roger Carel, 93 ans, acteur de doublage français. Il a doublé Astérix.
- 3 novembre : Claude Giraud, 84 ans, acteur français.
- 24 novembre : Christophe Dominici, 48 ans, rugbyman français.
- 2 décembre : décès de Valéry Giscard d'Estaing, ancien président de la République (1974-1981).
- 31 décembre : Robert Hossein, 93 ans, acteur et réalisateur français.

## Climat
En France, 2020 est l'année la plus chaude jamais enregistrée devant 2018 et 2014. Cette année connaît une succession de mois chauds, seul octobre a été plus frais que sa moyenne mensuelle. Les mois de février, avril, août et novembre ont été particulièrement doux voire chauds. L'hiver 2019-2020 a été l'hiver le plus doux jamais enregistré et le printemps 2020 est le second plus chaud. De plus deux vagues de chaleur exceptionnelles, parfois caniculaires, ont concerné la France, d'abord du 6 au 13 août, puis du 13 au 17 septembre. Pendant ces périodes de nombreux records de températures ont été battus.

### Événements
- 21 janvier : passage de la tempête Gloria.
- 10 février : passage de la tempête Ciara.
- 2 octobre : un violent épisode méditerranéen, la tempête Alex, provoque des inondations inédites dans l'extrême sud-est ; plus précisément les vallées de la Vésubie, de la Roya et de la Tinée ont connu des crues historiques. Les cumuls de pluies sont sans précédent dans la région (plus de 500 mm). Le bilan de ce déluge est, outre plusieurs villages dévastés (Saint-Martin-Vésubie, Tende, Saorge, etc.), de cinq morts et treize disparus.

#### Articles sur l'année 2020 en France
- Budget de l'État français en 2020
- Pandémie de Covid-19 en France

L'année sportive 2020 en France
- Championnat de France de football 2019-2020
- Championnat de France de football 2020-2021
- Coupe de France de football 2019-2020
- Championnat de France de rugby à XV 2019-2020
- Championnat de France de rugby à XV 2020-2021
- Championnat de France de basket-ball de Jeep Élite 2019-2020
- Championnat de France de basket-ball de Jeep Élite 2020-2021
- Championnats de France d'athlétisme 2020
- Championnats de France d'athlétisme en salle 2020
- Championnats de France de natation 2020
- Championnats de France de cyclisme sur route 2020
- Tour de France 2020
- Paris-Nice 2020
- 24 Heures du Mans 2020
- Grand Prix automobile de France 2020
- Tour de Corse 2020
- Grand Prix moto de France 2020
- Internationaux de France de tennis 2020
- Tournoi de tennis de Paris-Bercy (ATP 2020)

L'année 2020 dans le reste du monde
- L'année 2020 dans le monde
- 2020 par pays en Amérique, 2020 au Canada, 2020 aux États-Unis
- 2020 en Europe, 2020 dans l'Union européenne, 2020 en Belgique, 2020 en Italie, 2020 en Suisse
- 2020 en Afrique • 2020 par pays en Asie • 2020 en Océanie
- 2020 aux Nations unies
- Décès en 2020